# نيستا غونس-ووكر
نيستا غونس-ووكر (بالإنجليزية: Nesta Guinness-Walker)‏ هو لاعب كرة قدم بريطاني في مركز ظهير ‏، ولد في 1999. لعب مع توتنهام هوتسبير.

## وصلات خارجية
- نيستا غونس-ووكر على موقع قاعدة بيانات كرة القدم.إي يو (الإنجليزية)
- نيستا غونس-ووكر على موقع Soccerbase.com (لاعب) (الإنجليزية)
- نيستا غونس-ووكر على موقع Soccerway.com (الإنجليزية)